# Neoscona sodom
Neoscona sodom är en spindelart som beskrevs av Levy 1998. Neoscona sodom ingår i släktet Neoscona och familjen hjulspindlar.
Artens utbredningsområde är Israel. Inga underarter finns listade i Catalogue of Life.